# 세나미촌
세나미촌(瀬南村)은 일본 나라현 기타카쓰라기군에 설치되었던 촌이다. 현재의 고료정의 남부에 해당한다.

## 역사
- 1889년 4월 1일 - 정촌제 시행에 의해 히로세군 세나미촌이 성립하였다.
- 1897년 4월 1일 - 군제 시행에 의해 기타카쓰라기군으로 변경되었다.
- 1955년 4월 15일 - 구다라촌, 우마미정과 합병해 고료정이 성립하여, 동일 세나미촌은 폐지되었다.

## 교통
국도와 철도는 설치되지 않았다.